# 老君街道
老君街道，原为老君镇，是中华人民共和国四川省南充市高坪区下辖的一个乡镇级行政单位。2019年10月，撤销万家乡和老君镇，设立老君街道，以原万家乡和原老君镇所属行政区域为老君街道的行政区域。

## 行政区划
老君街道下辖以下地区：
新顺社区、老君村、莫家桥村、三道拐村、曹家山村、玉皇村、李家坝村、鲁家桥村、伏虎寺村、三青寺村、长生桥村、老庙子村和凌云山村，凤凰屋基村、邵家坪村、谢家寨村、图山寺村、图山寨村、谌家沟村和粟家沟村。